# اندرسن کریک (کارولینای شمالی)
اندرسن کریک (به انگلیسی: Anderson Creek) یک منطقهٔ مسکونی در ایالات متحده آمریکا است که در کارولینای شمالی واقع شده‌است. اندرسن کریک ۷۴٫۹۸ متر بالاتر از سطح دریا واقع شده‌است.